# Campeonato de Tercera División 1946 (Argentina)
El Campeonato de Tercera División 1946, conocido como Primera Amateur 1946, fue el torneo que constituyó la duodécima temporada de la tercera división de argentina en la era profesional de la rama de los clubes directamente afiliados a la AFA y la cuarta y última edición de la Primera Amateur bajo esa denominación. Fue disputado por 13 equipos.
Los nuevos participantes fueron Deportivo Riestra y Alumni de Villa Urquiza, afiliados por AFA, y All Boys, descendido de la Segunda División, mientras que el equipo que dejó de participar de la categoría fue el ascendido Argentino de Quilmes.
Se consagró campeón All Boys y obtuvo el ascenso, retornando rápidamente a la segunda categoría. No hubo descendidos ya que no existía categoría inmediatamente inferior.

## Ascensos y descensos
| Desafiliados |
| ------------ |
| No hubo      |

| Posición | Ascendido a la Segunda División |
| -------- | ------------------------------- |
| 1.º      | Argentino de Quilmes            |

| Nuevos afiliados        |
| ----------------------- |
| Deportivo Riestra       |
| Alumni de Villa Urquiza |

| Posición | Descendido de la Segunda División |
| -------- | --------------------------------- |
| 21.º     | All Boys                          |

|  |

- De esta manera, el número de participantes aumentó a 13.

## Equipos
| Equipo             | Ciudad            |
| ------------------ | ----------------- |
| All Boys           | Buenos Aires      |
| Alumni             | Buenos Aires      |
| Brown de Adrogué   | Adrogué           |
| Central Argentino  | Villa Maipú       |
| Colegiales         | Villa Maipú       |
| Deportivo Huracán  | San Justo         |
| Deportivo Riestra  | Buenos Aires      |
| J. J. de Urquiza   | Caseros           |
| Juventud de Bernal | Bernal            |
| Liniers            | San Justo         |
| Porteño            | General Rodríguez |
| San Telmo          | Isla Maciel       |
| Sportivo Alsina    | Valentín Alsina   |

### Distribución geográfica de los equipos
| Región                        | Cant. | Equipos                                                           |
| ----------------------------- | ----- | ----------------------------------------------------------------- |
| Ciudad de Buenos Aires        | 4     | All Boys, Alumni de Villa Urquiza, Deportivo Riestra y Porteño II |
| Partido de Tres de Febrero    | 2     | J.J. de Urquiza y Liniers                                         |
| Partido de La Matanza         | 1     | Deportivo Huracán                                                 |
| Partido de Quilmes            | 1     | Juventud de Bernal                                                |
| Partido de Almirante Brown    | 1     | Brown de Adrogué                                                  |
| Partido de Avellaneda         | 1     | San Telmo                                                         |
| Partido de General San Martín | 1     | Central Argentino                                                 |
| Partido de Lanús              | 1     | Sportivo Alsina                                                   |
| Partido de Vicente López      | 1     | Colegiales                                                        |

## Formato
Los 13 clubes se enfrentaron entre sí a dos ruedas por el sistema de todos contra todos. Al finalizar el torneo, el ganador se consagró campeón y obtuvo el único ascenso en disputa a la Segunda División. No hubo descensos ya que no había categoría inmediatamente inferior.

## Tabla de posiciones final
| Pos. | Equipo               | Pts. | PJ | PG | PE | PP | GF | GC | Dif. |
| ---- | -------------------- | ---- | -- | -- | -- | -- | -- | -- | ---- |
| 1.º  | All Boys             | 42   | 24 | 21 | 0  | 3  | 91 | 16 | 75   |
| 2.º  | Colegiales           | 39   | 24 | 19 | 1  | 4  | 71 | 26 | 45   |
| 3.º  | Sportivo Alsina      | 39   | 24 | 18 | 3  | 3  | 63 | 33 | 30   |
| 4.º  | San Telmo            | 34   | 24 | 16 | 2  | 6  | 49 | 34 | 15   |
| 5.º  | Brown de Adrogué     | 33   | 24 | 15 | 3  | 6  | 73 | 36 | 37   |
| 6.º  | Central Argentino    | 20   | 24 | 9  | 2  | 13 | 56 | 70 | −14  |
| 7.º  | Liniers              | 18   | 24 | 7  | 4  | 13 | 51 | 69 | −18  |
| 8.º  | Juventud de Bernal   | 17   | 24 | 7  | 3  | 14 | 46 | 59 | −13  |
| 9.º  | Deportivo Riestra    | 17   | 24 | 8  | 1  | 15 | 40 | 60 | −20  |
| 10.º | J.J. de Urquiza      | 16   | 24 | 7  | 2  | 15 | 57 | 69 | −12  |
| 11.º | Porteño (GR)         | 14   | 24 | 6  | 2  | 16 | 46 | 75 | −29  |
| 12.º | Huracán de San Justo | 14   | 24 | 5  | 4  | 15 | 37 | 85 | −48  |
| 13.º | Alumni (VU)          | 9    | 24 | 3  | 3  | 18 | 28 | 76 | −48  |

|  | Se consagró campeón y ascendió a la Segunda División. |